# Трансгресія болота
Трансгресія болота — поширення болота на навколишню територію. Часто трапляється в умовах вологого клімату й більш-менш плоского рельєфу з утрудненим дренажем поверхневих і ґрунтових вод. 
Типовий приклад: болота, що виникли спочатку в результаті обміління й заболочування озер, поширюються потім на більш-менш плоскі узбережжя або пологі схили.